# Zeisigbülbül
Der Zeisigbülbül (Phyllastrephus icterinus) ist einer der kleineren Vertreter der Familie der Bülbüls.

## Merkmale
Sowohl der deutsche Name als auch der wissenschaftliche Artzusatz (icterinus von altgr. Ικτερός Gelbsucht bzw.
κίτρινος gelb) beziehen sich auf das gelblich-grüne Gefieder dieser Art. Er ist dem in seinem Verbreitungsgebiet ebenfalls vorkommenden Gelbkehl-Haarbülbül (Criniger barbatus) ähnlich, hat aber einen etwas zierlicheren Schnabel sowie einen Schwanz samt Schwanzdecken, die zwar ebenfalls braun sind, aber mit einem im Vergleich zum Gelbkehl-Haarbülbül etwas rötlicheren Ton. Leichter lassen sich die beiden Arten aber durch ihre Lautäußerungen unterscheiden: Während der Gelbkehl-Haarbülbül einen für Bülbüls typischen flötenden durchaus variablen Gesang beherrscht, sind die Äußerungen des Zeisigbülbüls schmatzende, entfernt an schimpfende Amseln erinnernde Laute, die mitunter erst schneller werden, dann wieder langsamer und an die sich am Ende ein kurzer flötender Ruf anschließen kann.

## Verbreitung und Lebensraum

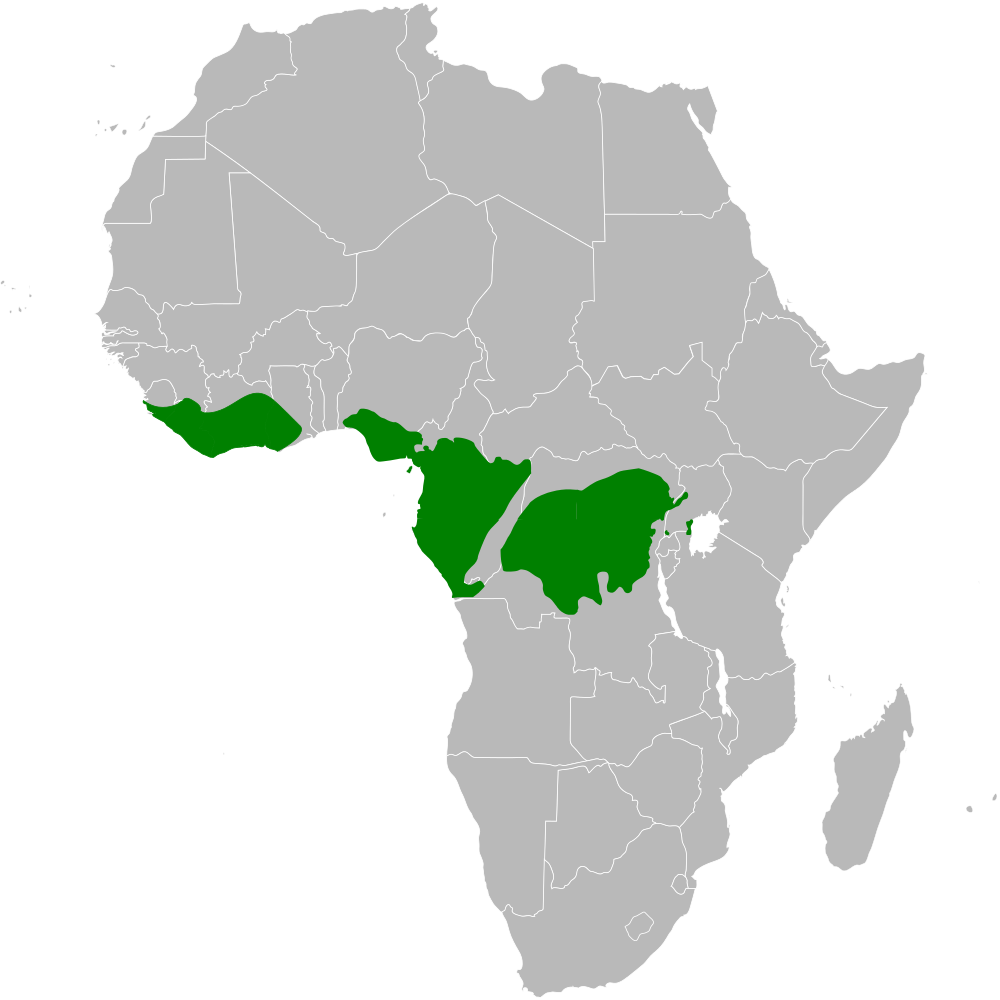
Verbreitungskarte des Zeisigbülbüls

Der Zeisigbülbül kommt in West- und Zentralafrika in einem Streifen von Sierra Leone bis Uganda vor. Dort bewohnt er tropischen Regenwald, wobei er die dichten unteren bis mittleren Ebenen bevorzugt. Meist findet man ihn in kleineren Gruppen, oft auch mit anderen Arten vergesellschaftet.

## Fehlbestimmung
Beim Fleckflügelbülbül (Phyllastrephus leucolepis) handelte es sich um die Fehlbestimmung von Zeisigbülbüls, die in Liberia von dem deutschen Forstökologen und Ornithologen Wulf Gatter „entdeckt“ und 1985 beschrieben wurden. DNA-Analysen haben 2017 gezeigt, dass es sich bei dem einzigen in einer Institution bekannten Exemplar um einen Angehörigen des Zeisigbülbüls handelte, dessen Federzeichnung jedoch ungewöhnlich war, was ernährungsbedingt gewesen sein könnte.
Das Exemplar hat eine Körperlänge von 15 Zentimetern. Es ist oberseits einfarbig oliv; die Unterseite des Körpers ist blassgelb. Die Brust zeigt einen verwaschenen, olivfarbenen Fleck. Diagnostisch sind die gelben Spitzen der Armschwingen und der großen Armdecken.

## Gefährdung
Aufgrund ihrer weiten Verbreitung und weil für diese Art keine Gefährdungen bekannt sind, stuft die IUCN diese Art als nicht gefährdet (Least Concern) ein.